# Burlington (New Jersey)
Burlington je město v okrese Burlington County ve státě New Jersey ve Spojených státech amerických.
K roku 2010 zde žilo 9 920 obyvatel. S celkovou rozlohou 9,793 km2 byla hustota zalidnění 1 250,6 obyvatel na km2.